# Bernd Gersdorff
Bernd Gersdorff  (* 18. listopadu 1946, Berlín) je bývalý německý fotbalista, útočník.

## Fotbalová kariéra
Začínal v SC Charlottenburg. Dále hrál 4 sezóny druhou bundesligu za tým Tennis Borussia Berlin, odkud v roce 1969 přestoupil do bundesligového týmu Eintracht Braunschweig. V týmu strávil v letech 1969-1977 celkem 7 sezón, s výjimkou sezóny 1973/1974, kdy hrál za FC Bayern Mnichov, se kterým získal mistrovský titul a vítězství v Poháru mistrů evropských zemí 1973/1974. Z Eintrachtu Braunschweig odešel do berlínského bundesligového týmu Hertha BSC. V bundeslize nastoupil ve 300 utkáních a dal 68 gólů. V závěru kariéry působil i v severoamerické North American Soccer League v týmech San Jose Earthquakes a San Diego Socks, kde nastoupil ve 46 utkáních a dal 16 gólů. V Poháru mistrů evropských zemí nastoupil ve 3 utkáních a v Poháru UEFA nastoupil v 14 utkáních a dal 1 gól. Za německou reprezentaci nastoupil v roce 1975 v přátelském utkání v Rakousku.

## Ligová bilance
| Ročník                                    | Zápasy | Góly | Klub                   |
| ----------------------------------------- | ------ | ---- | ---------------------- |
| 2. německá fotbalová Bundesliga 1965/1966 | 24     | 16   | Tennis Borussia Berlin |
| 2. německá fotbalová Bundesliga 1966/1967 | 20     | 8    | Tennis Borussia Berlin |
| 2. německá fotbalová Bundesliga 1967/1968 | 28     | 14   | Tennis Borussia Berlin |
| 2. německá fotbalová Bundesliga 1968/1969 | 28     | 7    | Tennis Borussia Berlin |
| Německá fotbalová Bundesliga 1969/1970    | 30     | 5    | Eintracht Braunschweig |
| Německá fotbalová Bundesliga 1970/1971    | 33     | 1    | Eintracht Braunschweig |
| Německá fotbalová Bundesliga 1971/1972    | 32     | 7    | Eintracht Braunschweig |
| Německá fotbalová Bundesliga 1972/1973    | 34     | 9    | Eintracht Braunschweig |
| Německá fotbalová Bundesliga 1973/1974    | 12     | 2    | FC Bayern Mnichov      |
| Německá fotbalová Bundesliga 1974/1975    | 34     | 15   | Eintracht Braunschweig |
| Německá fotbalová Bundesliga 1975/1976    | 29     | 12   | Eintracht Braunschweig |
| Německá fotbalová Bundesliga 1976/1977    | 11     | 1    | Eintracht Braunschweig |
| Německá fotbalová Bundesliga 1976/1977    | 16     | 3    | Hertha BSC             |
| Německá fotbalová Bundesliga 1977/1978    | 31     | 8    | Hertha BSC             |
| Německá fotbalová Bundesliga 1978/1979    | 22     | 3    | Hertha BSC             |
| North American Soccer League 1979         | 30     | 10   | San Jose Earthquakes   |
| Německá fotbalová Bundesliga 1979/1980    | 15     | 1    | Hertha BSC             |
| North American Soccer League 1980         | 5      | 1    | San Jose Earthquakes   |
| North American Soccer League 1980         | 11     | 5    | San Diego Socks        |
| CELKEM Německá fotbalová Bundesliga       | 300    | 68   |                        |
| CELKEM North American Soccer League       | 46     | 16   |                        |